# Naučne prevare
Naučne prevare su izmišljanje rezultata istraživanja, falsifikovanje podataka - prepravljanje podataka i plagijarizam - upotreba tuđih ideja podataka i tekstova).
Osnovni postulat nauke je istinito, objektivno i potpuno prikazivanje rezultata istraživanja, što se naziva naučno poštenje. DNP - dobra naučna praksa odnosno etički kodeks naučno istraživačkog rada podrazumeva pošten pristup istraživačkom procesu u svim fazama kao i prema svim učesnicima u istraživanju. Ovaj etički princip važi za sve naučne discipline, sve naučnike i sve nacije. Međutim povremeno se otkrivaju naučne prevare koje mogu naneti ogromnu štetu naučnoj zajednici, ali i čitavom društvu.
Postoji čitav niz različitih, nenamernih tzv. poštenih grešaka koje ne treba zanemariti, jer mogu uticati na kvalitet naučnih rezultata. Značajnu ulogu u naučnim prevarama imaju institucije ali i mediji koji veličaju „zvezde” i prevare. Ne postoji „naučna policija” koja je obučena da se bori protiv naučnog kriminala.

## Motiv
Motiv za činjenje naučnih prevara je između ostalog i to što je nauka postala visoko takmičarska disciplina, podrivana željom i potrebom da se što lakše dođe do finansijskih dotacija. Danas je sve jači pritisak „objavi ili iščezni” („publish or perish”). Standardi morala se srozavaju a pojedinci jure u susret slavi i prestižu.

## Oblici ne-etičkog ponašanja
- stavljanje nauke u službu ideologije („arijevska nauka”)
- cenzura nepoželjnih hipoteza
- uređivačka zloupotreba (npr. diskrecija pri objavljivanju novih rezultata)
- zloupotrebe rukovođenja
- ignorisanje rizika zarad „istraživanja”, „napretka” (“Tristy test”)
- podvale (hoaxes)
- prevare (frauds)

## Podvale
Podvale su uglavnom bezopasne i one ili potiču van nauke ili su usmerene ka vannaučnoj publici. Koriste neznanje/neobrazovanje. Često su duhovite, mogu imati društveno-koristan karakter. Jedan od primera je Vels i Marsovci.
Naučne prevare su, za razliku od podvala, ozbiljan problem. Potiču od profesionalnih naučnika i usmerene su ka naučnoj javnosti. Striktno naučno obrazovanje nije relevantno za njihovo prepoznavanje. Nanose ogromnu nematerijalnu (nekad i materijalnu) štetu i teško ih je otkriti.

## Primeri naučnih prevara

### Čovek iz Plitdauna
Jedna od najpoznatijih prevara koja je ostala prihvaćena čitavih 40 godina. Reč je o skeletu primitivnog čoveka, otkrivenog 1912.godine u Piltdaunu u Engleskoj. Oblik lobanje razlikovao se od svih do tada otkrivenih ljudskih ostataka. Čarls Dolson, lokalni lekar i amater paleontolog pronalazi gomilu čudnih ljudskih fosila (u periodu od 1908. do 1915. godine). U pitanju je lobanja za koju su tvrdilli da je karika koja nedostaje između majmuna i ljudi. Prevara je dokazana 1953. godine - Oukli, Vajner i Klark pokazuju da se radi o izuzetno veštom falsifikatu - spoju lobanje savremenog čoveka i orangutana.

### Čari (lažne) nanotehnologije
Jan Hendrik Schön, nemački fizičar koji se bavio fizikom čvrstog stanja i nanotehnologijama, tvrdio je da je napravio tranzistore na molekulskoj skali od plastičnih materijala. Ta otkrića donela su mu slavu i niz prestižnih nagrada, a mnogi su ga videli kao dobitnika Nobelove nagrade pre četrdesete godine života. Prevara je otkrivena 2002. godine kada je utvrđeno da je najmanje 16 puta menjao podatke u 24 ispitana rada. Dobio je otkaz i oduzeta mu je doktorska titula.

### Akcija protiv HIV-a
Dong Pyou Han, američki lekar fabrikovao je i falsifikovao podatke o vakcini protiv HIV-a. On je u uzorke krvi kunića dodavao humana anti-hiv antitela i tvrdio da je vakcina delotvorna. Prevaru su otkrili naučnici sa Harvarda. Osuđen je na zatvorsku i novčanu kaznu. Osim što je potrošio ogromne količine državnog novca, naveo je mnoge istraživače na pogrešan put u istraživanju.

### Farbani miševi
Vilijem Samerlin, imunolog na institutu za rak u Njujorku, radio je na problemima transplatacije tkiva. On je saopštio da je rešio problem odbacivanja kalema od nesrodnog davaoca tako što je tkivo donora održavao u kulturi organa od 4 do 6 nedelja. „Otkrio je” da je moguće presaditi tkiva sa genetski nepovezanog donora bez imune reakcije. To je bio potencijalni spas za hiljade ljudi svake godine. Ekspreriment je pokazao pojavu zdravih i normalnih belih miševa sa crnim delovima kože („zakrpama”) transplantiranim sa genetski nepovezanih donora među crnim miševima. Međutim jedan laborant otkriva da trasplatorno tkivo nestaje kada se miš pomiluje prstom ubačenim u alkohol tj. da su iste nastale korišćenjem flomastera. Samerlin je otpušten i upućen na psihijatrijsko lečenje.

### Definicija inteligencije
Ser Siril Bart, britanski psiholog bogate karijere bavio se problemom definicije inteligencije i njenog nasleđivanja. Vršio je eksperimente nad jednojajčanim blizancima, namestio je podatke istraživanja da bi potvrdio svoju lažnu teoriju o vezi nasleđivanja inteligencije. Tvrdio je da je inteligencija 75% nasledna osobina čime je učvrstio britanski klasni sistem. U periodu od 1974. do 1979. godine pokazano je da su nalazi sa identičnim blizancima falsifikovani. Pitanje nasleđa inteligencije ima i danas ozbiljne društvene i političke posledice.

### Kloniranje životinja
Hwang Woo Suk, veterinar i profesor triogenologije i biotehnologije na nacionalnom Univerzitetu u Seulu, proslavio se kao ekspert za kloniranje životinjskog embriona i klonirao je raličite vrste životinja. Bavio se humanim embrionalnim matičnim ćelijama i smatran je ekspertom za tu oblast istraživanja. 2004.godine objavio je rad o prvom kloniranom ljudskom embrionu. Međutim, otkrilo se da je falsifikovao rezultate svojih istraživanje i izbio je veliki međunarodni skandal.

### Nepostojeće pleme Tasaday
Manuel Elizalde je 1971. godine objavio kako je na ostrvu Mindanao otkrio 24 pripadnika nepoznatog I izolovanog plemena koje živi kao u kameno doba. Pleme je nazvano Tasaday (“plemeniti divljaci”). Goli ili odeveni u oskudne suknjice od lišća orhideja, spavali su u pećinama, hranili su se voćem, korenjem i insektima, i govorili su nepoznatim jezikom. O njima se pisalo u svim medijima. Međutim 1986.godine su dva novinara saznala da pripadnici ovog plemena žive u drvenim kućama, nose farmerke i govore lokalnim dijalektom. Ovo je jedna od najvećih prevara u antropologiji.